# Creuzier-le-Vieux
Ne doit pas être confondu avec Creuzier-le-Neuf.
Creuzier-le-Vieux est une commune française située dans le département de l'Allier, en région Auvergne-Rhône-Alpes.
Incluse dans l'unité urbaine et l'aire d'attraction de Vichy, la commune est peuplée de 3 246 habitants (en 2022), appelés les Creuziérois et les Creuziéroises.

## Géographie

### Localisation
Creuzier-le-Vieux est située au sud-est du département de l'Allier, à proximité de la Montagne Verte, au nord des deux principales villes de l'agglomération par leur population que sont Vichy et Cusset.
Le territoire de la commune de Creuzier-le-Vieux est limitrophe de six communes appartenant toutes à la communauté d'agglomération Vichy Communauté :
| Saint-Rémy-en-Rollat | Saint-Germain-des-Fossés | Creuzier-le-Neuf |
| Charmeil             | Creuzier-le-Vieux        |                  |
|                      | Vichy                    | Cusset           |

### Géologie et relief
La commune s'étend sur 1 138 hectares ; son altitude varie entre 243 mètres, sur le lit de la rivière Allier à l'ouest de la commune, et 404 mètres, sur la Montagne Verte (les cartes IGN mentionnent une borne à 410 mètres d'altitude sur la RD 558, à mi-chemin entre la mairie et Crépin).

### Hydrographie

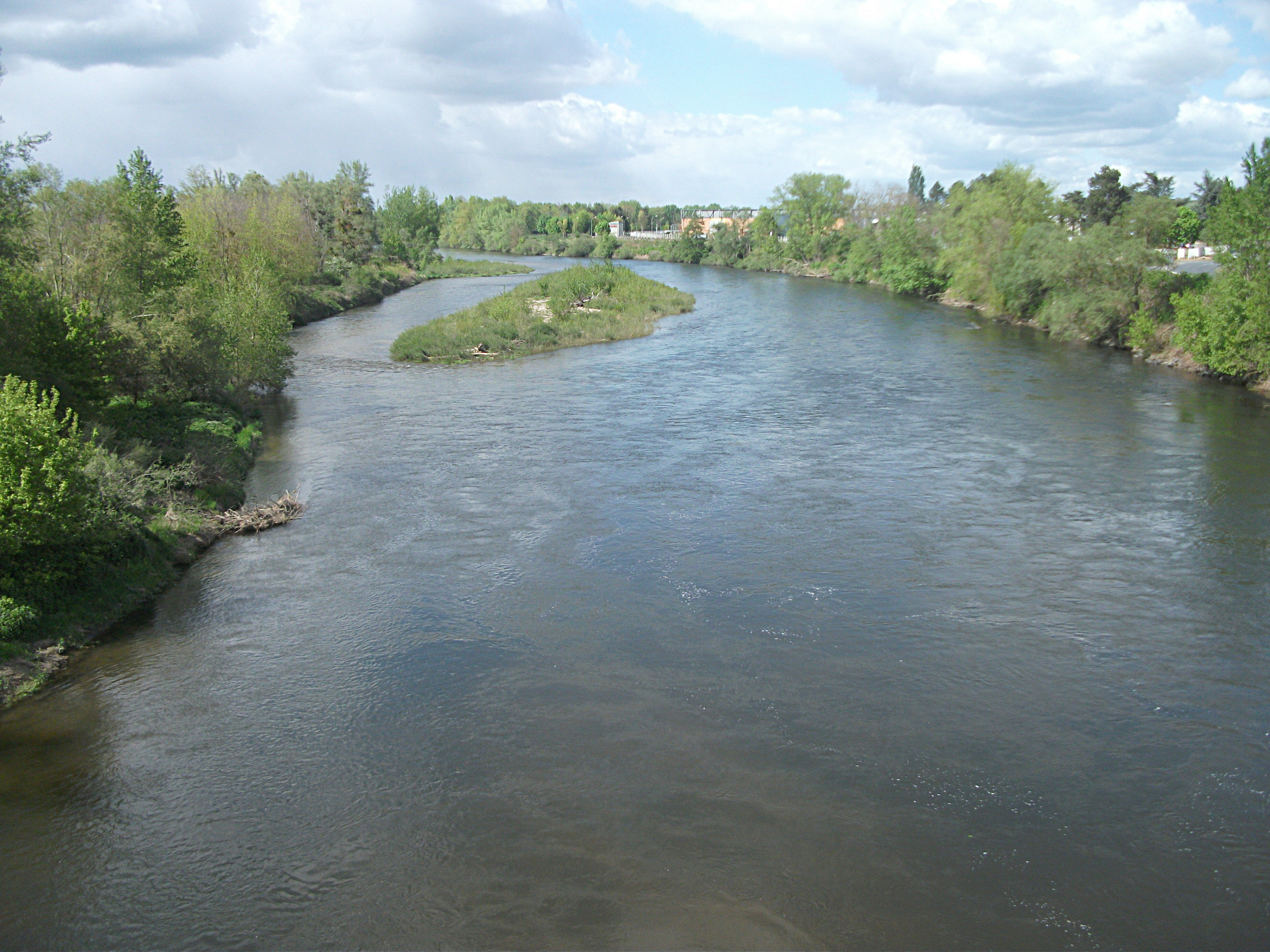
L'Allier depuis le pont Boutiron.

La commune est bordée à l'ouest par la rivière Allier.

### Climat
Pour des articles plus généraux, voir Climat d'Auvergne-Rhône-Alpes et Climat de l'Allier.
En 2010, le climat de la commune est de type climat océanique dégradé des plaines du Centre et du Nord, selon une étude du CNRS s'appuyant sur une série de données couvrant la période 1971-2000. En 2020, Météo-France publie une typologie des climats de la France métropolitaine dans laquelle la commune est exposée à un climat de montagne ou de marges de montagne et est dans une zone de transition entre les régions climatiques « Centre et contreforts nord du Massif Central » et « Nord-est du Massif Central ».
Pour la période 1971-2000, la température annuelle moyenne est de 10,9 °C, avec une amplitude thermique annuelle de 16,2 °C. Le cumul annuel moyen de précipitations est de 847 mm, avec 10,3 jours de précipitations en janvier et 8,1 jours en juillet. Pour la période 1991-2020, la température moyenne annuelle observée sur la station météorologique de Météo-France la plus proche, « Vichy-Charmeil », sur la commune de Charmeil à 3 km à vol d'oiseau, est de 11,7 °C et le cumul annuel moyen de précipitations est de 769,1 mm,. Pour l'avenir, les paramètres climatiques de la commune estimés pour 2050 selon différents scénarios d'émission de gaz à effet de serre sont consultables sur un site dédié publié par Météo-France en novembre 2022.
| Mois                                  | jan.             | fév.            | mars           | avril           | mai             | juin            | jui.            | août           | sep.            | oct.          | nov.             | déc.             | année      |
| ------------------------------------- | ---------------- | --------------- | -------------- | --------------- | --------------- | --------------- | --------------- | -------------- | --------------- | ------------- | ---------------- | ---------------- | ---------- |
| Température minimale moyenne (°C)     | 0,1              | −0,1            | 2              | 4,2             | 8,2             | 11,8            | 13,6            | 13,4           | 9,8             | 7,4           | 3,2              | 0,8              | 6,2        |
| Température moyenne (°C)              | 4                | 4,6             | 7,8            | 10,5            | 14,4            | 18,1            | 20,2            | 20,1           | 16,2            | 12,6          | 7,5              | 4,6              | 11,7       |
| Température maximale moyenne (°C)     | 7,9              | 9,3             | 13,6           | 16,7            | 20,6            | 24,5            | 26,8            | 26,9           | 22,5            | 17,8          | 11,9             | 8,3              | 17,2       |
| Record de froid (°C) date du record   | −26,9 05.01.1971 | −24 05.02.1963  | −13,3 01.03.05 | −7,3 08.04.03   | −4,2 01.05.1976 | −0,2 04.06.1962 | 3,7 04.07.1979  | 1,7 26.08.1966 | −2 27.09.1972   | −9 30.10.1997 | −11,3 23.11.1998 | −18,5 28.12.1962 | −26,9 1971 |
| Record de chaleur (°C) date du record | 19,2 16.01.1947  | 25,7 28.02.1960 | 27 31.03.21    | 30,8 16.04.1949 | 33,5 28.05.17   | 39,7 27.06.19   | 41,2 31.07.1983 | 40,6 12.08.03  | 36,4 17.09.1987 | 31,1 09.10.23 | 26,2 08.11.15    | 21,7 16.12.1989  | 41,2 1983  |
| Ensoleillement (h)                    | 715              | 966             | 1 561          | 1 808           | 2 044           | 2 245           | 2 542           | 2 448          | 1 899           | 1 275         | 802              | 612              | 18 916     |
| Précipitations (mm)                   | 48,1             | 37,5            | 43,5           | 68,5            | 88,4            | 72,7            | 75,7            | 76,1           | 68,3            | 70,2          | 70,1             | 50               | 769,1      |

## Urbanisme

### Typologie
Au 1er janvier 2024, Creuzier-le-Vieux est catégorisée ceinture urbaine, selon la nouvelle grille communale de densité à 7 niveaux définie par l'Insee en 2022.
Elle appartient à l'unité urbaine de Vichy, une agglomération intra-départementale dont elle est une commune de la banlieue,. Par ailleurs la commune fait partie de l'aire d'attraction de Vichy, dont elle est une commune de la couronne,. Cette aire, qui regroupe 50 communes, est catégorisée dans les aires de 50 000 à moins de 200 000 habitants,.

### Occupation des sols

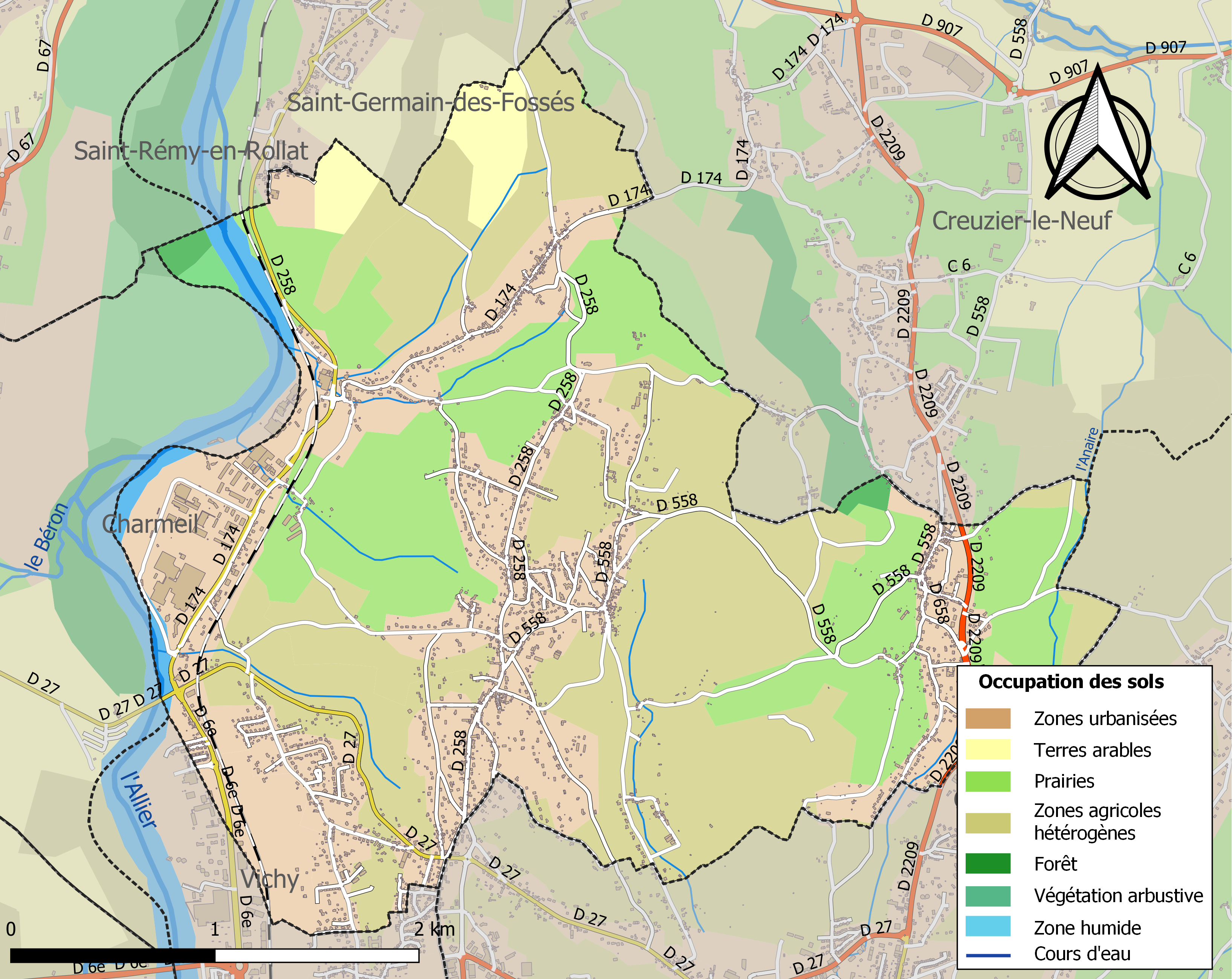
Carte des infrastructures et de l'occupation des sols de la commune en 2018 (CLC).

L'occupation des sols de la commune, telle qu'elle ressort de la base de données européenne d’occupation biophysique des sols Corine Land Cover (CLC), est marquée par l'importance des territoires agricoles (63,1 % en 2018), en diminution par rapport à 1990 (67,8 %). La répartition détaillée en 2018 est la suivante : zones agricoles hétérogènes (38 %), zones urbanisées (26,7 %), prairies (22,6 %), zones industrielles ou commerciales et réseaux de communication (5,4 %), terres arables (2,6 %), espaces verts artificialisés, non agricoles (2,4 %), eaux continentales (1,5 %), forêts (0,6 %), milieux à végétation arbustive et/ou herbacée (0,3 %).
L'IGN met par ailleurs à disposition un outil en ligne permettant de comparer l’évolution dans le temps de l’occupation des sols de la commune (ou de territoires à des échelles différentes). Plusieurs époques sont accessibles sous forme de cartes ou photos aériennes : la carte de Cassini (XVIIIe siècle), la carte d'état-major (1820-1866) et la période actuelle (1950 à aujourd'hui).

### Morphologie urbaine
Lieux-dits de la commune :
- les Arloings ;
- Beausoleil, au sud ;
- Crépin, à l'est ;
- Laudemarière, au nord ;
- les Guinards ;
- le Paturail ;
- Petit Nantille ;
- Pont Boutiron, à l'ouest ;
- Rhue, à l'ouest ;
- la Viala, à l'ouest.

Sur les 1 138 hectares de la commune, 237,3 sont des espaces habités.

### Logement
En 2018, la commune comptait 1 633 logements, contre 1 580 en 2013 et 1 421 en 2008. Parmi ces logements, 90,4 % étaient des résidences principales, 1,4 % des résidences secondaires et 8,2 % des logements vacants. Ces logements étaient pour 95,1 % d'entre eux des maisons individuelles et pour 4,5 % des appartements.
La proportion des résidences principales, propriétés de leurs occupants était de 83,3 %, en baisse par rapport à 2013 (83,4 %) et à 2008 (86,0 %). La part de logements HLM loués vides était de 4,4 % (contre 5,5 % en 2013, mais stable par rapport à 2008).

### Planification de l'aménagement
La loi SRU du 13 décembre 2000 a incité fortement les communes à se regrouper au sein d'un établissement public, pour déterminer les parties d'aménagement de l'espace au sein d'un schéma de cohérence territoriale (SCoT), un document essentiel d'orientation stratégique des politiques publiques à une grande échelle. La commune est dans le territoire du SCoT de Vichy Communauté, approuvé sur le périmètre des 23 communes de l'ancienne communauté d'agglomération de Vichy Val d'Allier le 18 juillet 2013.
En matière de planification, la commune dispose d'un plan local d'urbanisme approuvé par le conseil municipal le 26 avril 2016 et révisé à deux reprises en 2017 et 2019 par le conseil communautaire de Vichy Communauté.

### Voies de communication et transports

#### Voies routières
Le territoire de la commune de Creuzier-le-Vieux est traversé par plusieurs routes départementales.
Depuis Vichy et la zone commerciale des Ailes, la route départementale 6e, appelée rue des Ailes, traverse le lieu-dit Boutiron et dessert le collège Jules-Ferry et la polyclinique La Pergola et le collège Jules-Ferry. Au croisement avec la D 27, reliant Cusset à l'est d'une part, Charmeil et Saulzet à l'ouest d'autre part. elle devient la D 174, dessert la zone industrielle de Vichy Rhue, les villages de Rhue et de Laudemarière puis continue vers la commune voisine de Creuzier-le-Neuf jusqu'au carrefour giratoire éponyme.
La D 258, partant de Saint-Germain-des-Fossés, dessert le lieu-dit Rhue, puis après un tronc commun avec la D 174 jusqu'à Laudemarière, le centre-bourg et termine au hameau de Beausoleil sur la départementale 27, à la frontière avec Cusset.
La D 558 relie les Guinards à Crépin via la mairie (et au-delà vers Seuillet) et la D 658 dessert le quartier de Crépin en direction de Cusset. Ces deux dernières routes croisent, à l'est de la commune, la D 2209 (ancienne route nationale 209) de Gannat à Varennes-sur-Allier via Vichy.
La communauté d'agglomération Vichy Communauté a construit un boulevard urbain reliant le nord et le sud de l'agglomération, entre Creuzier-le-Vieux et le sud de Vichy en desservant les principaux lieux de vie (zone commerciale des Graves, lycée Albert-Londres, centre hospitalier Jacques-Lacarin). La troisième tranche du boulevard, reliant la rue de Vichy (D 258) à la zone industrielle de Cusset via un giratoire croisant la route de Charmeil (D 27, qui se situe en fait sur le territoire communal de Cusset) a été ouverte à la circulation le 1er avril 2021. Cet aménagement pourrait délester la rue de Creuzier d'une partie de son trafic.

#### Transport ferroviaire
La ligne de Saint-Germain-des-Fossés à Darsac passe à l'ouest de la commune. Les gares les plus proches sont celles de Saint-Germain-des-Fossés et de Vichy.

#### Transport en commun
Creuzier-le-Vieux est desservie par une des huit lignes du réseau de transport en commun MobiVie. La ligne D dessert le bourg (quartiers de Beausoleil, des Guinards, de la mairie, des Arloings et des Roussilles aux heures de pointe). À l'ouest, la ligne A dessert le collège Jules-Ferry.

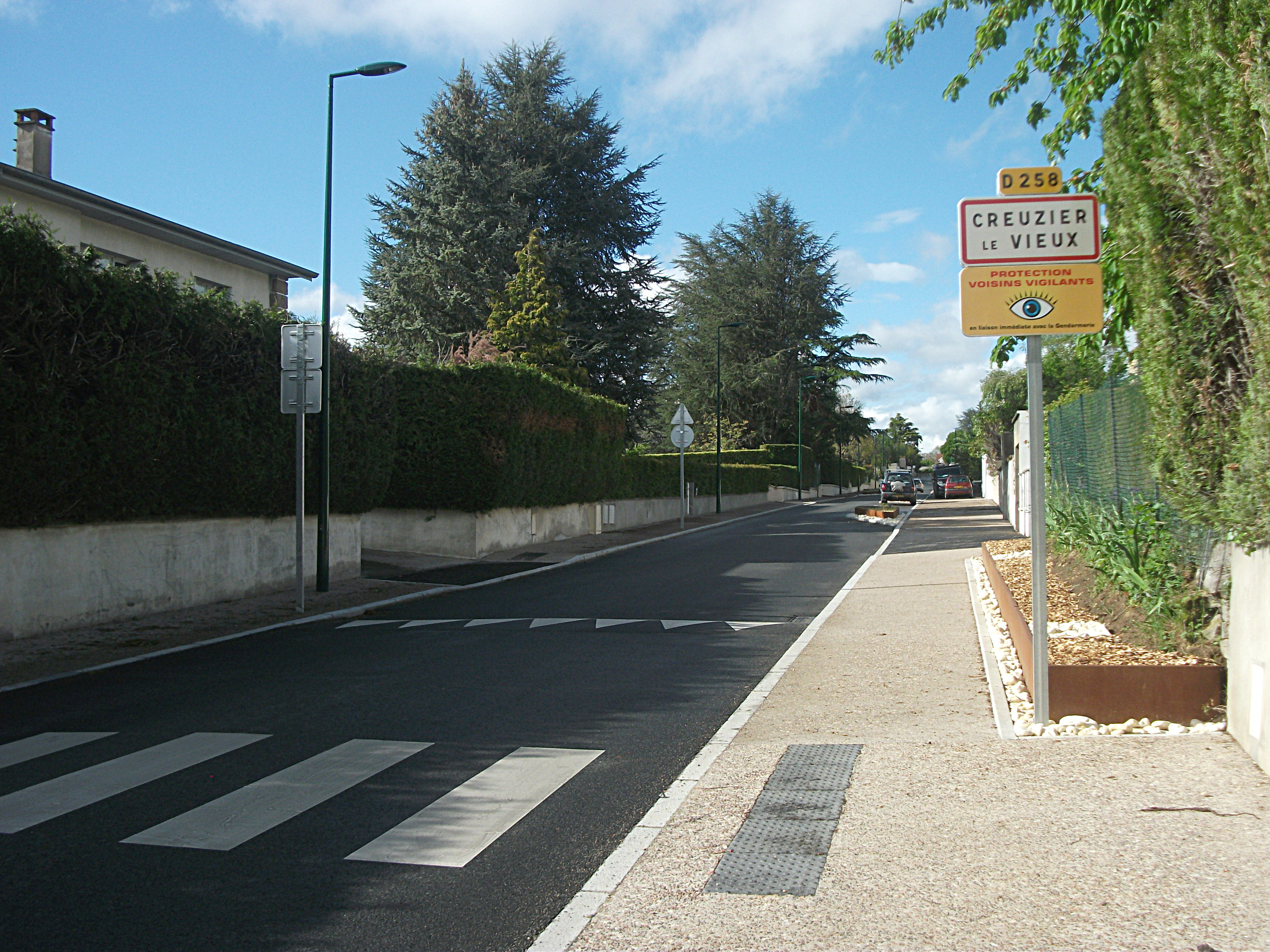
RD 258 depuis Beausoleil.
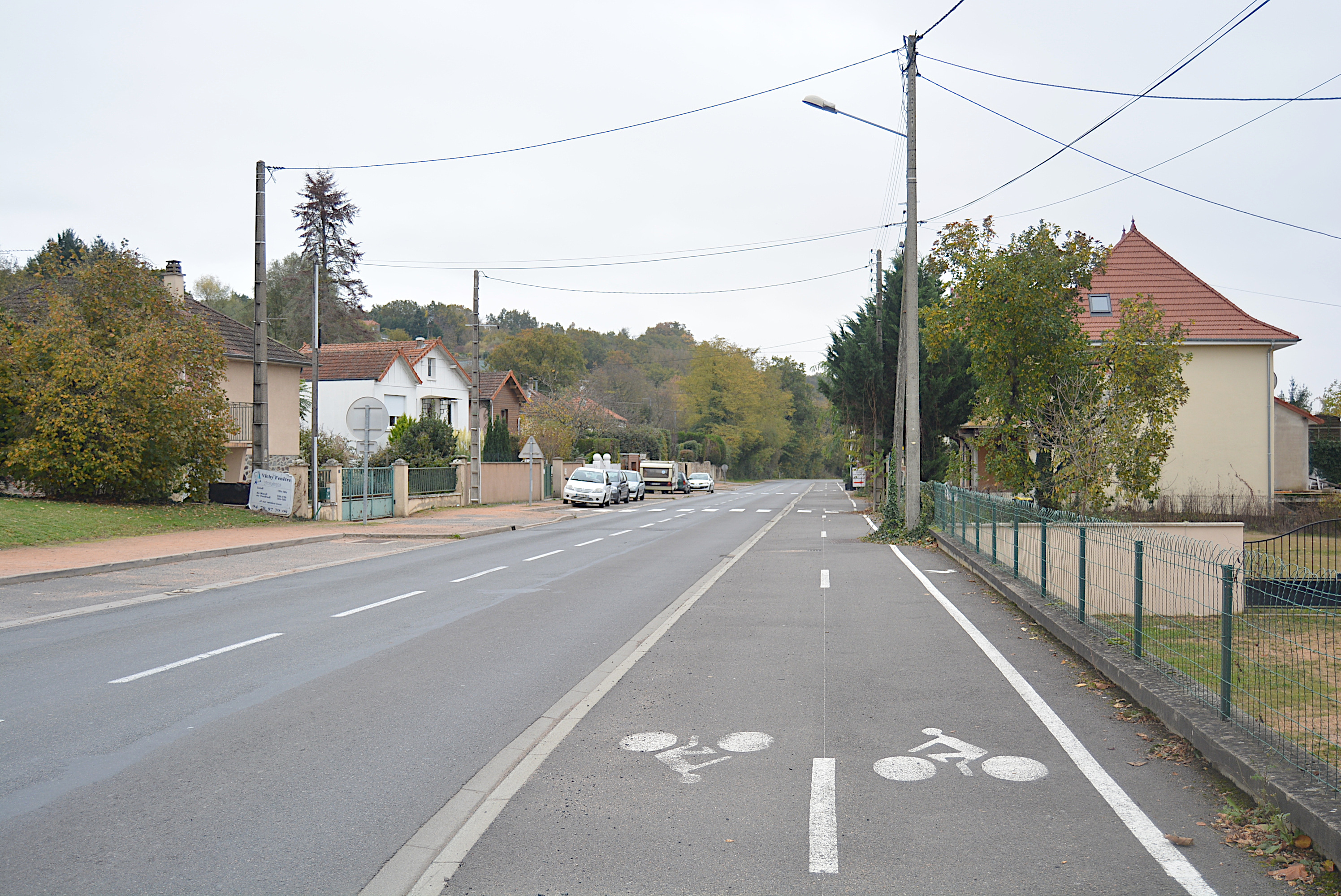
Rue des Ailes (RD 6e) en direction de Vichy.
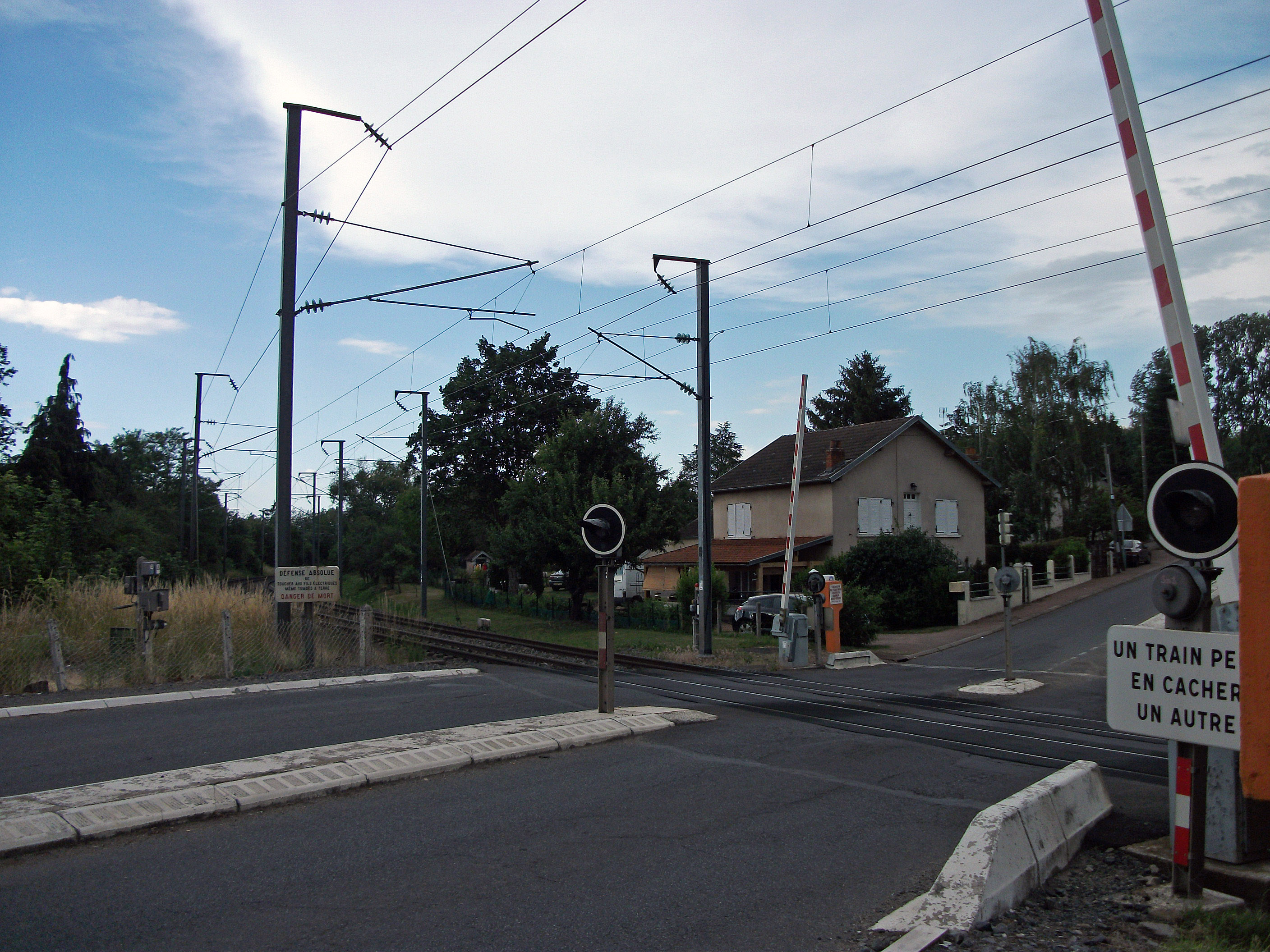
Voie ferrée au droit du passage à niveau no 7.
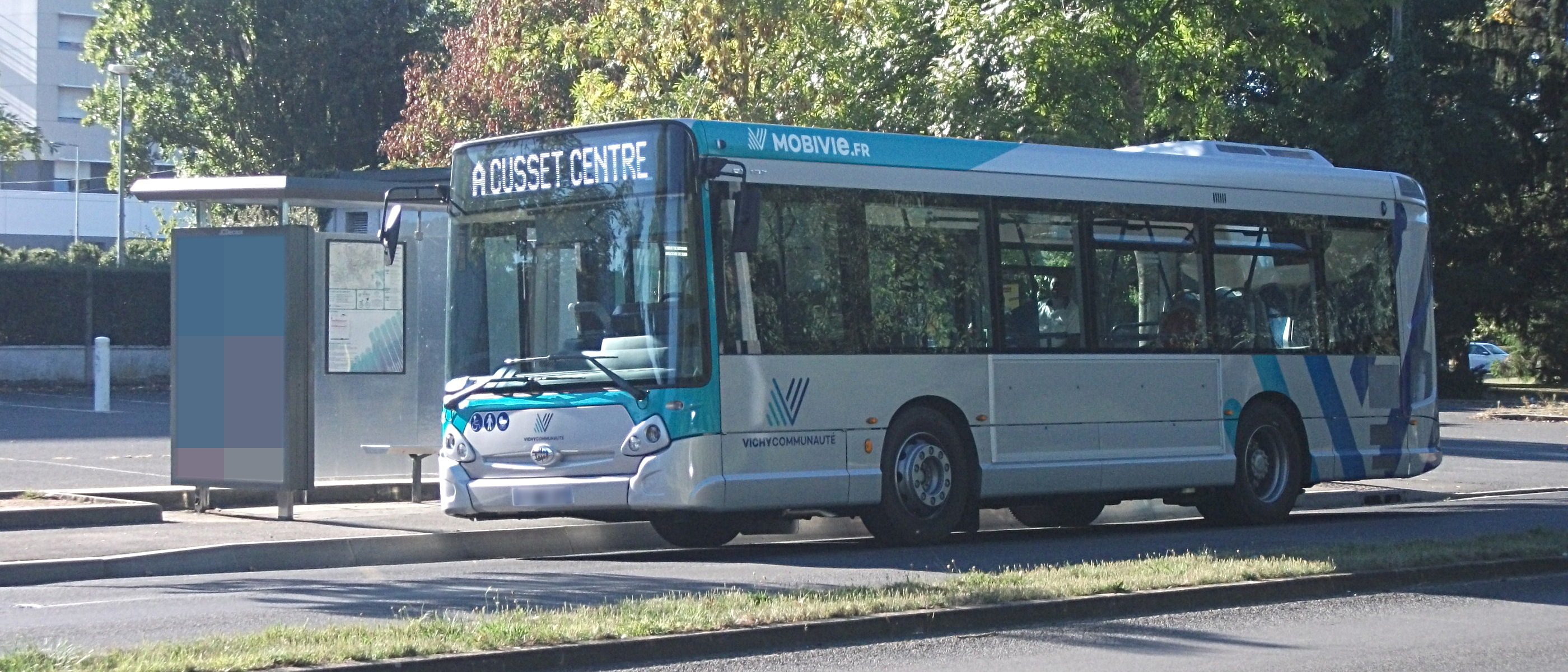
Bus de la ligne A au terminus du collège Jules-Ferry.

#### Aménagements cyclables
Une piste cyclable a été créée en 2019 le long des routes départementales 6e et 174, entre l'allée des Ailes (piste cyclable existante sur la commune voisine de Vichy) et la zone d'activités de Vichy-Rhue, à l'occasion des cinquante ans de l'usine L'Oréal.
En 2020, la communauté d'agglomération Vichy Communauté a réalisé la voie verte Via Allier, voie de 27 km de long reliant Billy à Saint-Yorre, et traversant le territoire communal.

### Risques naturels et technologiques
La commune est soumise aux risques d'inondation, de mouvement de terrain, de cavités souterraines, de retrait-gonflement des sols argileux, de séisme et de transport de matières dangereuses.
La commune fait partie du territoire à risque important d'inondation de Vichy, prescrit par arrêté préfectoral du 26 novembre 2012. Un plan de prévention du risque inondation concernant divers cours d'eau de l'agglomération de Vichy a été prescrit le 5 octobre 2016 et approuvé le 17 octobre 2018.
Un plan de prévention des risques naturels concernant les mouvements de terrain par tassements différentiels et été approuvé en 2008 ; une grande partie du territoire communal est exposée à un aléa fort pour le retrait-gonflement des argiles.

## Histoire
Des sondages effectués en 2002 aux Petits Guinards, en bordure de l'Allier, ont confirmé des découvertes plus anciennes et montrent une occupation remontant au Magdalénien. Les restes retrouvés témoignent notamment de chasses au renne et au cheval, entre mars et juillet.
La seigneurie de Creuzier-le-Vieux appartenait au XVIe siècle à la famille de Montmorillon ; elle passe aux Bourbon-Busset, par le mariage, le 21 juin 1588, de Louise de Montmorillon avec César de Bourbon, comte de Busset. La famille de Bourbon-Busset resta propriétaire à Creuzier-le-Vieux jusqu'au milieu du XIXe siècle.
Depuis le XIe siècle jusque dans les années 1950-1960, les collines aux alentours de Vichy (dont celles de Creuzier-le-Vieux) étaient couvertes de vignes, on peut parler ainsi de « l'ancien vignoble vichyssois ».

## Politique et administration

### Découpage territorial
La commune de Creuzier-le-Vieux est membre de la communauté d'agglomération Vichy Communauté, un établissement public de coopération intercommunale (EPCI) à fiscalité propre créé le 1er janvier 2017 dont le siège est à Vichy. De 2001 à 2016, elle faisait partie de la communauté d'agglomération de Vichy Val d'Allier.
Sur le plan administratif, elle est rattachée à l'arrondissement de Vichy, à la circonscription administrative de l'État de l'Allier et à la région Auvergne-Rhône-Alpes. Elle faisait partie du canton de Cusset de 1801 à 1985 puis du canton de Cusset-Nord de 1985 à mars 2015.
Sur le plan électoral, elle dépend du canton de Cusset pour l'élection des conseillers départementaux, depuis le redécoupage cantonal de 2014 entré en vigueur en 2015, et de la troisième circonscription de l'Allier pour les élections législatives, depuis le dernier découpage électoral de 2010 (quatrième circonscription avant 2010).

### Élections municipales et communautaires

#### Élections de 2020
Le conseil municipal de Creuzier-le-Vieux, commune de plus de 1 000 habitants, est élu au scrutin proportionnel de liste à deux tours (sans aucune modification possible de la liste), pour un mandat de six ans renouvelable. Compte tenu de la population communale, le nombre de sièges à pourvoir lors des élections municipales de 2020 est de 23. Les vingt-trois conseillers municipaux sont élus au premier tour, le 15 mars 2020, avec un taux de participation de 52,51 %, se répartissant en : dix-huit sièges issus de la liste de Hadrien Fayet et cinq sièges issus de la liste de Christian Bertin.
Les deux sièges attribués à la commune au sein du conseil communautaire de la communauté d'agglomération Vichy Communauté sont issus de la liste de Hadrien Fayet.
Le conseil municipal, réuni le 26 mai 2020 pour élire le nouveau maire (Bernard Corre), est composé de 23 membres, dont cinq adjoints,.

#### Chronologie des maires

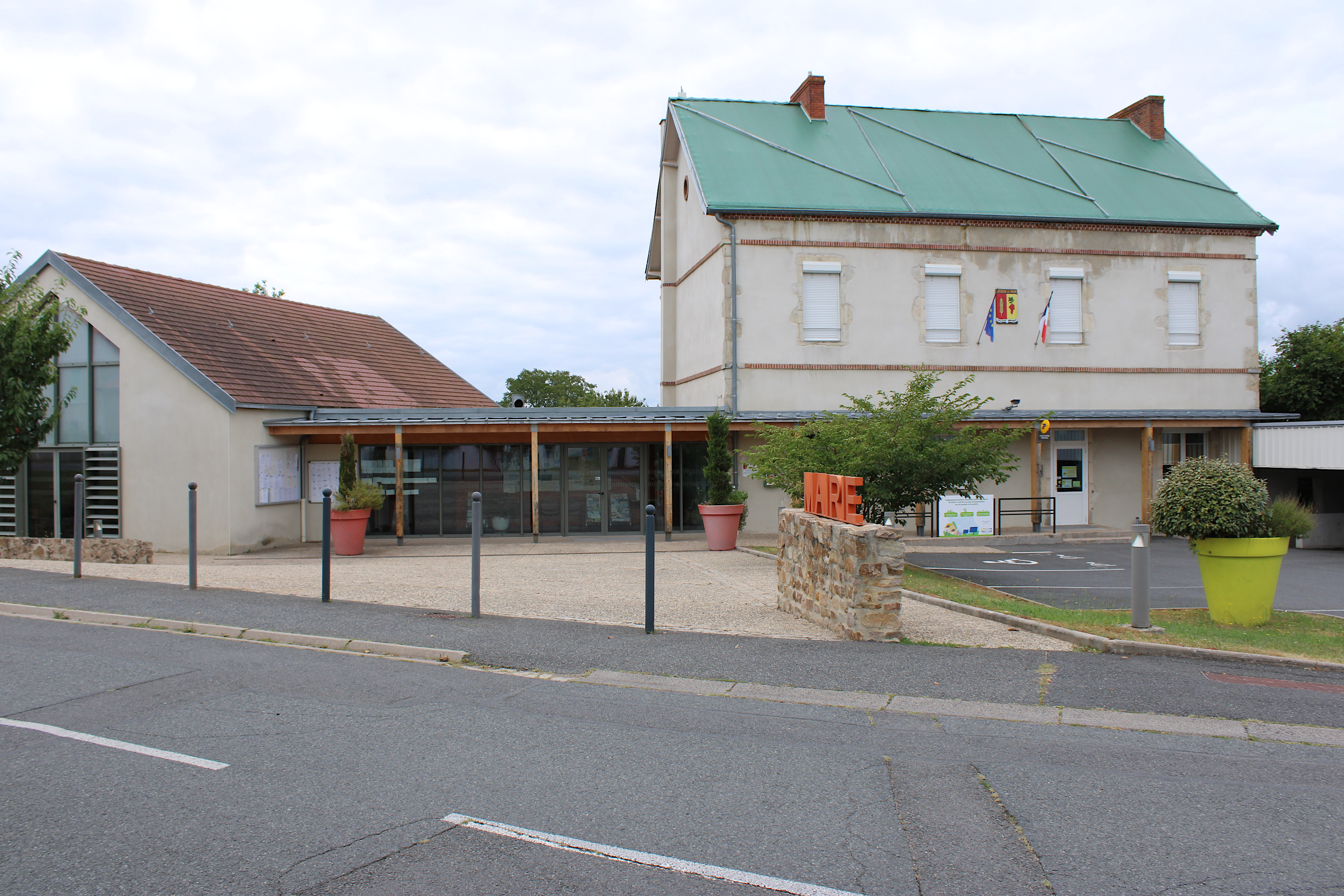
La mairie, en août 2024.

| Période                                  | Période                      | Identité           | Étiquette      | Qualité                          |
| ---------------------------------------- | ---------------------------- | ------------------ | -------------- | -------------------------------- |
| Les données manquantes sont à compléter. |                              |                    |                |                                  |
| 1973                                     | 1983                         | René Corre         |                |                                  |
| octobre 1983                             | mars 2001                    | Jean Burlaud       | Apparenté PCF  |                                  |
| mars 2001                                | 28 mars 2014                 | Jean-Claude Tuloup | PCF            |                                  |
| 28 mars 2014                             | 26 mai 2020,                 | Christian Bertin   | sans étiquette | Artisan Conseiller communautaire |
| 26 mai 2020,                             | En cours (au 8 juillet 2020) | Bernard Corre      |                |                                  |

### Autres élections
Lors de l'élection présidentielle de 2012, les 2 430 votants ont majoritairement voté pour Nicolas Sarkozy (UMP) avec 51,09 % des voix alors que François Hollande (PS) n’a recueilli que 48,91 % des voix pour la commune ; le taux de participation pour cette élection était de 86,35 %.
Lors des élections législatives de 2012, les 1 715 votants (60,84 % de participation) ont majoritairement voté pour Gérard Charasse (PRG) par 57,70 % des voix. Celui-ci est élu dans la troisième circonscription du département.
Lors des élections régionales de 2010, les 1 453 votants (54,56 % de participation) ont voté pour René Souchon par 57,75 % des voix. Celui-ci est réélu à la tête du Conseil régional d'Auvergne.
Aux élections municipales de 2014, les 1 999 votants (70,16 % de participation) ont voté pour la liste André Crouzier par 65,02 % des voix. Il acquiert dix-neuf sièges au conseil municipal dont deux au conseil communautaire. Il bat Patrick Jourdain, qui obtient les quatre sièges restants du conseil municipal dont un du conseil communautaire.
La liste UMP de Brice Hortefeux est arrivée en tête dans la commune aux élections européennes de 2014 avec 24,85 % des voix. Quatre voix d'écart séparent cette liste de la liste FN. Moins d'un inscrit sur deux s'est exprimé (48,21 %).
Aux élections départementales de 2015, le binôme Annie Corne - Jean-Sébastien Laloy, élu dans le canton, a recueilli 64,19 % des suffrages exprimés au second tour. 52,08 % des électeurs ont voté.

### Finances locales
Le budget municipal pour l'année 2017 s'élevait à 3 059 195 € en fonctionnement et à 1 528 762 € en investissement.

### Jumelages
Au 22 juillet 2015, il n'existait aucun projet de coopération avec Creuzier-le-Vieux, selon le site France-Diplomatie du ministère des Affaires étrangères.

## Équipements et services publics

### Politique environnementale
La commune s'est engagée à mener une démarche de développement durable en favorisant les modes doux, avec l'installation d'une borne de recharge pour véhicules électriques, à recourir à des producteurs locaux pour la cantine scolaire ou aux ampoules basse consommation pour l'éclairage public. Elle organise une journée de l'environnement afin de sensibiliser la population.
Le SIVOM Val d'Allier assure la gestion de la distribution de l'eau potable sur la commune. L'assainissement relève de la compétence de la communauté d'agglomération Vichy Communauté.
Au 31 décembre 2014, le système d'assainissement collectif de la commune était composé de trois réseaux d'eaux (usées 37,1 km, unitaire 3,8 km et pluviales 33,3 km). Il existe sept postes de refoulement, tous télésurveillés.
La station d'épuration de Vichy Rhue traite les eaux usées, avec une capacité de 108 000 EH (équivalents habitants).
Il existe quatre points de tri dans la commune. Les déchèteries les plus proches sont situées à Charmeil, Saint-Germain-des-Fossés (gérées par le SICTOM Sud Allier) et Cusset (gérée par Vichy Communauté).

### Enseignement
Creuzier-le-Vieux dépend de l'académie de Clermont-Ferrand.
Elle gère l'école maternelle publique Jean-Burlaud et l'école élémentaire publique des Arloings. La scolarité des élèves se poursuit, dans les établissements publics, à Cusset, au collège Maurice-Constantin-Weyer, puis dans la même commune, au lycée Albert-Londres.

### Santé
La clinique privée La Pergola et le centre hospitalier Jacques-Lacarin, à Vichy, assurent les urgences.
La commune possède également une pharmacie et un cabinet médical.

### Justice
Creuzier-le-Vieux dépend de la cour administrative d'appel de Lyon, de la cour d'appel de Riom, du tribunal administratif de Clermont-Ferrand, du tribunal de proximité de Vichy et des tribunaux judiciaire et de commerce de Cusset.

## Population et société

### Démographie
L'évolution du nombre d'habitants est connue à travers les recensements de la population effectués dans la commune depuis 1793. Pour les communes de moins de 10 000 habitants, une enquête de recensement portant sur toute la population est réalisée tous les cinq ans, les populations de référence des années intermédiaires étant quant à elles estimées par interpolation ou extrapolation. Pour la commune, le premier recensement exhaustif entrant dans le cadre du nouveau dispositif a été réalisé en 2004.

En 2022, la commune comptait 3 246 habitants, en évolution de −1,49 % par rapport à 2016 (Allier : −1,38 %, France hors Mayotte : +2,11 %).
| 1793  | 1800  | 1806  | 1821  | 1831  | 1836  | 1841  | 1846  | 1851  |
| ----- | ----- | ----- | ----- | ----- | ----- | ----- | ----- | ----- |
| 1 477 | 1 411 | 1 437 | 1 333 | 1 402 | 1 418 | 1 382 | 1 520 | 1 508 |

| 1856  | 1861  | 1866  | 1872  | 1876  | 1881  | 1886  | 1891  | 1896  |
| ----- | ----- | ----- | ----- | ----- | ----- | ----- | ----- | ----- |
| 1 536 | 1 544 | 1 532 | 1 507 | 1 504 | 1 519 | 1 454 | 1 399 | 1 406 |

| 1901  | 1906  | 1911  | 1921  | 1926  | 1931  | 1936  | 1946  | 1954  |
| ----- | ----- | ----- | ----- | ----- | ----- | ----- | ----- | ----- |
| 1 348 | 1 307 | 1 215 | 1 091 | 1 085 | 1 120 | 1 146 | 1 102 | 1 278 |

| 1962  | 1968  | 1975  | 1982  | 1990  | 1999  | 2004  | 2006  | 2009  |
| ----- | ----- | ----- | ----- | ----- | ----- | ----- | ----- | ----- |
| 1 393 | 1 535 | 1 828 | 2 153 | 2 751 | 2 960 | 3 074 | 3 152 | 3 208 |

| 2014  | 2019  | 2022  | - | - | - | - | - | - |
| ----- | ----- | ----- | - | - | - | - | - | - |
| 3 310 | 3 297 | 3 246 | - | - | - | - | - | - |

La population de la commune est relativement moyennement âgée. Le taux de personnes d'un âge supérieur à soixante ans (34,5 %) est supérieur au taux national (26,1 %) mais inférieur au taux départemental (34,6 %).
À l'instar des répartitions nationale et départementale, la population féminine de la commune est supérieure à la population masculine. Toutefois, le taux (50,89 %) est inférieur aux taux national (51,59 %) et départemental (52,11 %).
| Hommes | Classe d’âge | Femmes |
| ------ | ------------ | ------ |
| 0,7    | 90 ans ou +  | 0,8    |
| 9,2    | 75 à 89 ans  | 8,8    |
| 24,6   | 60 à 74 ans  | 25     |
| 23,3   | 45 à 59 ans  | 25,7   |
| 14,5   | 30 à 44 ans  | 15,1   |
| 13,2   | 15 à 29 ans  | 10,4   |
| 14,5   | 0 à 14 ans   | 14,1   |

| Hommes | Classe d’âge | Femmes |
| ------ | ------------ | ------ |
| 1,1    | 90 ans ou +  | 2,7    |
| 9,8    | 75 à 89 ans  | 13,4   |
| 20,6   | 60 à 74 ans  | 21,4   |
| 21,2   | 45 à 59 ans  | 20,1   |
| 15,9   | 30 à 44 ans  | 15,2   |
| 15,5   | 15 à 29 ans  | 12,9   |
| 16     | 0 à 14 ans   | 14,3   |

### Sports
Deux stades sont implantés sur la commune : le stade René-Corre, du nom du maire élu entre 1973 et 1983, et un autre dans la zone industrielle de Vichy-Rhue.
La commune possède un club de football, de pétanque, de badminton, de tennis, de cyclisme et de basket-ball.
Le Creuzier Basket Ball a été créé le 6 juin 2014. Elle a décroché le titre de champion d'Allier le 10 avril 2022 en battant le Basket Club Lapalisse (61-58).[réf. souhaitée]

### Médias
Les radios nationales en FM, telles que RTL, Europe 1, RFM, RMC, ainsi que des radios locales, sont captées à Creuzier-le-Vieux depuis la tour de télécommunications située au Vernet, d'une hauteur de 95 mètres et construite vers 1975.
La diffusion de la télévision est assurée par l'émetteur TDF de Cusset. Les foyers peuvent recevoir France 3 Auvergne.
Les kiosques vendent La Montagne (édition de Vichy).

### Cultes
La commune fait partie de la paroisse Saint-Joseph des Thermes ; les messes sont célébrées à l'église le deuxième mardi du mois.

## Économie
La zone d'activités de Vichy Rhue est implantée à l'ouest du territoire communal, entre la rivière Allier et la route départementale 174. À vocation industrielle, elle accueille notamment les Laboratoires Vichy du groupe L'Oréal (Cosmétique Active Production, créée en 1956, employant 450 personnes et produisant des produits des marques Vichy et La Roche-Posay). L'usine a été créée en 1969 sur la piste de l'ancien aérodrome de Vichy-Rhue.
D'autres entreprises sont implantées dans la zone d'activités, parmi celles-ci :
- Berry Zeller Plastik, créée dans les années 1940 et spécialisée dans la fabrication de bouchons et de capsules d'emballages en matières plastiques pour le compte de grands groupes[56]. Filiale de Global Closure Systems, entré en 2015 dans le groupe britannique Rpc[57], l'entreprise a été rachetée en juillet 2019 par le groupe de plasturgie Berry Global[56] ;
- Convivial, entreprise familiale créée en 1989[58] et spécialisée dans la viande bovine d'origine charolaise[59]. Elle est l'un des principaux fournisseurs de steaks hachés surgelés pour Buffalo Grill, Campanile ou l'enseigne Picard Surgelés, et commercialise depuis 2013 ses produits sous sa propre marque dans les enseignes de la grande distribution[60] ;
- Sermeto : soufflets de protection.

### Emploi
En 2018, la population âgée de quinze à soixante-quatre ans s'élevait à 1 977 personnes, parmi lesquelles on comptait 75,3 % d'actifs dont 68,7 % ayant un emploi et 6,6 % de chômeurs.
On comptait 1 299 emplois dans la zone d'emploi. Le nombre d'actifs ayant un emploi résidant dans la zone étant de 1 377, l'indicateur de concentration d'emploi s'élève à 94,4 %, ce qui signifie que la commune offre un peu moins d'un emploi par habitant actif.
1 166 des 1 377 personnes âgées de quinze ans ou plus (soit 84,7 %) sont des salariés. 16 % des actifs travaillent dans la commune de résidence.

### Entreprises
Au 31 décembre 2019, Creuzier-le-Vieux comptait 224 unités légales, dont 55 dans le commerce de gros et de détail, les transports, l'hébergement et la restauration, 38 dans les activités spécialisées, scientifiques et techniques et les activités de services administratifs et de soutien et 36 dans la construction.
En outre, elle comptait 239 établissements.

### Agriculture
Au recensement agricole de 2010, la commune comptait quatorze exploitations agricoles. Ce nombre est en nette diminution par rapport à 2000 (18) et à 1988 (24).
La superficie agricole utilisée sur ces exploitations est de 406 hectares en 2010, celle-ci augmentant par rapport à 2000 (334 ha) et à 1988 (271 ha).

### Commerce et services
La base permanente des équipements de 2014 recense une boulangerie et un fleuriste. La mairie mentionne également une épicerie et une pâtisserie, sur le même toit que la boulangerie, dans le quartier des Guinards, une coiffeuse à domicile, une esthéticienne, ainsi que deux magasins de déstockage dans la zone de Vichy Rhue (Stock Affaires et Noz).

### Tourisme
Il n'existe aucun hôtel, camping ou autre hébergement collectif au 1er janvier 2021.

## Culture et patrimoine

### Lieux et monuments

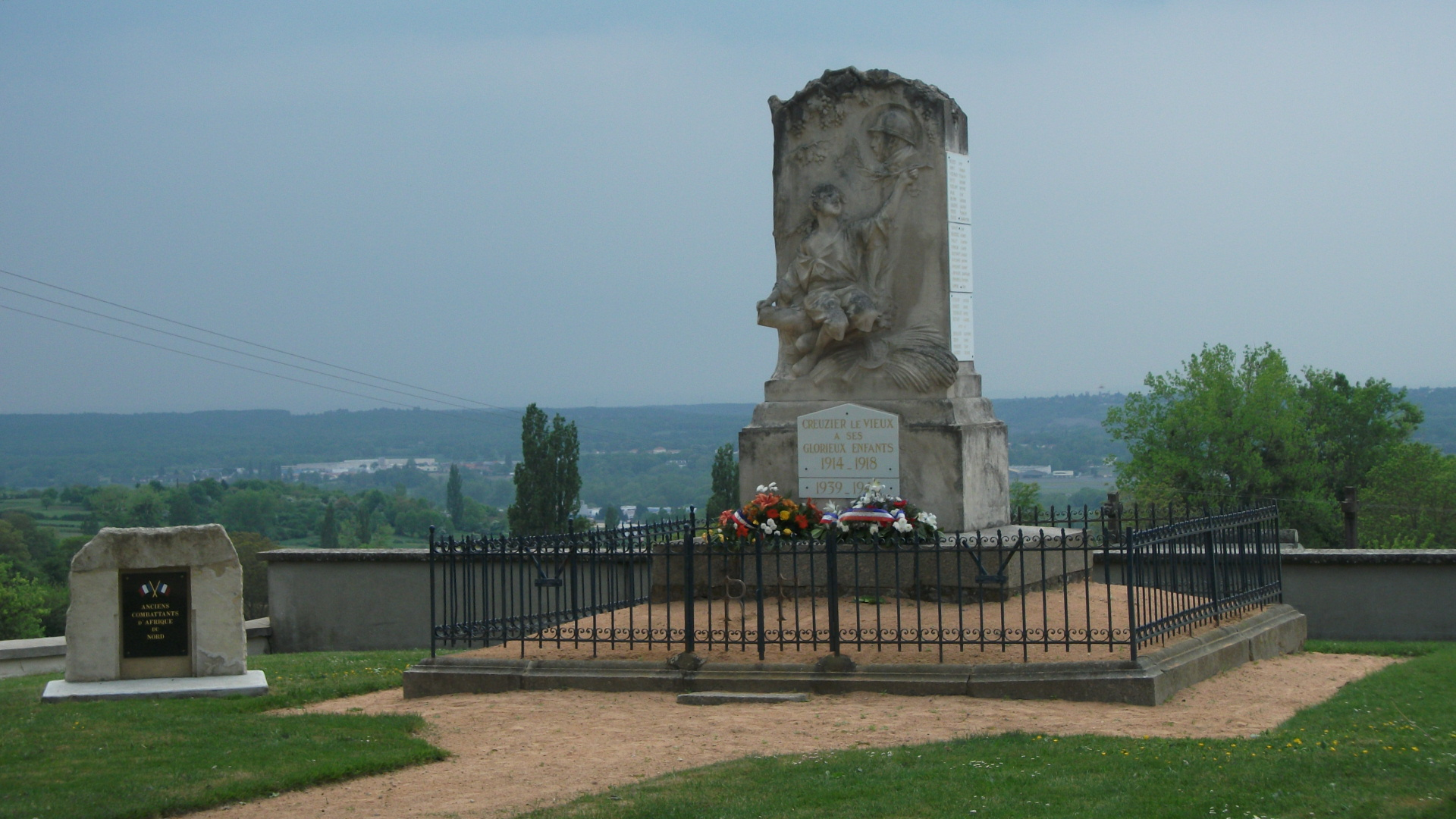
Monument aux morts.

- Église Saint-Martin, entourée du cimetière, à l'écart du bourg (fortement remaniée au XXe siècle sur une base du XIIe siècle). Une nécropole mérovingienne a été fouillée en 1986 dans la crypte de l'église[Note 4].
- Maison forte du XIVe ou XVe siècle[63], accolée à l'église (château du Lauzet). Elle a succédé à un château plus ancien, dont il reste quelques vestiges. À cet endroit était le siège de la seigneurie de Creuzier-le-Vieux.
- Monument aux morts 1914-1918 et 1939-1945, sur la place de l'église. Un enfant assis sur un canon montre une tête casquée. Des rameaux de vigne et des grappes de raisin rappellent la culture locale, mais symbolisent aussi le sang du sacrifice.
- Maison forte de Laudemarière, fortement remaniée au XIXe siècle. Le logis central est flanqué d'un côté d'un pavillon et de l'autre d'une tour ronde à toit conique.
- Maison forte de La Viala.
- Château de La Seigne, du XVIIIe siècle dans son état actuel.
- Pont Boutiron sur la rivière Allier, franchi par la route départementale 27. Il est inscrit aux monuments historiques le 1er octobre 2021[64].
- Lavoir (XIXe siècle).

### Personnalités liées à la commune
- Sandrine Dusang (née en 1984), footballeuse internationale française évoluant au FCF Juvisy.
- Maurice Constantin-Weyer (1881-1964), écrivain, y repose.

### Héraldique
| Blason de Creuzier-le-Vieux | Blason  | Parti : au premier de gueules à l'épi de blé d'or posé en pal, au second d'or à la grappe de raisin de gueules pampée de sinople. |
| Blason de Creuzier-le-Vieux | Détails | Le statut officiel du blason reste à déterminer.                                                                                  |